# 우마르 솔레
우마르 미카엘 솔레 보마오코(프랑스어: Oumar Mickaël Solet Bomawoko, 2000년 2월 7일 ~ )는 프랑스의 축구 선수이다. 그의 포지션은 수비수로, 현재 오스트리아 분데스리가의 레드불 잘츠부르크에서 활약하고 있다.

## 클럽 경력

### 라발
스타드 라발 유소년 아카데미에서 성장한 솔레는 2017년 8월 4일, 1-0으로 이긴 US 콩카르노와의 샹피오나 나시오날 원정 경기에서 풀타임을 소화하며 데뷔전을 치렀다.

### 리옹
2018년 1월 22일, 솔레는 스타드 라발에서 €550,000에 올랭피크 리옹으로 임대 이적하였고, 이적료 €550,000에 완전 영입할 수 있는 옵션과 추가로 최대 €2M의 보너스와 향후 솔레가 이적할 경우 라발이 이적료의 20%를 받을 수 있는 셀온 조항도 포함됐다.

### 레드불 잘츠부르크
2020년 7월 17일, 솔레는 이적료 €4.5M, 최대 €4M의 보너스와 향후 솔레가 이적할 경우 리옹이 이적료의 15%를 받을 수 있는 셀온 조항으로 레드불 잘츠부르크로 이적했다.

## 국가대표팀 경력
프랑스에서 태어난 솔레는 중앙아프리카 혈통이다. 솔레는 2017년 FIFA U-17 월드컵에서 프랑스 U-17 대표팀의 일원으로 참가하였다.

## 수상 내역
- 오스트리아 분데스리가: 2020-21, 2021-22
- 오스트리아컵: 2020-21, 2021-22